# Рандлетт (Оклахома)
Рандлетт (англ. Randlett) — місто (англ. town) в США, в окрузі Коттон штату Оклахома. Населення — 289 осіб (2020).

## Географія
Рандлетт розташований за координатами 34°10′38″ пн. ш. 98°27′50″ зх. д. / 34.17722° пн. ш. 98.46389° зх. д. (34.177347, -98.463921).  За даними Бюро перепису населення США в 2010 році місто мало площу 1,63 км², уся площа — суходіл.

## Демографія
Згідно з переписом 2010 року, у місті мешкало 438 осіб у 176 домогосподарствах у складі 122 родин. Густота населення становила 270 осіб/км².  Було 210 помешкань (129/км²).
Расовий склад населення:
| - 90,4 % — білих - 2,7 % — корінних американців - 1,1 % — чорних або афроамериканців - 4,1 % — осіб інших рас |

До двох чи більше рас належало 1,6 %. Частка іспаномовних становила 7,8 % від усіх жителів.
За віковим діапазоном населення розподілялося таким чином: 24,0 % — особи молодші 18 років, 58,6 % — особи у віці 18—64 років, 17,4 % — особи у віці 65 років та старші. Медіана віку мешканця становила 41,4 року. На 100 осіб жіночої статі у місті припадало 114,7 чоловіків;  на 100 жінок у віці від 18 років та старших — 105,6 чоловіків також старших 18 років.
Середній дохід на одне домашнє господарство  становив 47 710 доларів США (медіана — 37 500), а середній дохід на одну сім'ю — 57 194 долари (медіана — 56 875). За межею бідності перебувало 9,7 % осіб, у тому числі 14,0 % дітей у віці до 18 років та 2,5 % осіб у віці 65 років та старших.
Цивільне працевлаштоване населення становило 167 осіб. Основні галузі зайнятості: освіта, охорона здоров'я та соціальна допомога — 35,9 %, транспорт — 10,2 %, сільське господарство, лісництво, риболовля — 9,6 %.